# Ferdinand Kriwet
Ferdinand Kriwet (* 3. August 1942 in Düsseldorf; † 17. Dezember 2018 in Bremen) war ein deutscher Hörspielautor und Künstler. Sein Werk umfasst Malerei, Plastik, Musik, Texte, Poesie und Mixed Media. Seine künstlerischen Schwerpunkte lagen in den Bereichen „Sehtexte“, visuelle und konkrete Poesie und interdisziplinäre Sprachkommunikation. Dass Kriwets Hörtexte zu den Hörspielen gehören, die Friedrich Knillis Theorie vom totalen Schallspiel am nächsten kämen, stellte Heinz Schwitzke bereits Ende der 1960er Jahre fest.

## Leben
Ferdinand Kriwet schrieb als Jugendlicher zwischen 1959 und 1960 ein Buch ohne Ende oder Anfang, ein Einstieg gelingt an jeder Stelle. Sein Titel ROTOR ist ein Palindrom. Kriwets Radioarbeit begann 1961 mit dem Sprechtext Offen. Es folgten Sehtexte, die das traditionelle Medium Buch verließen und in Ausstellungen und auf Plakatwänden veröffentlicht wurden. Parallel dazu entwickelte Kriwet theoretische Manifeste zur akustischen Literatur, die zur Grundlage für seine Radioarbeiten wurden. Bild und Ton komponierte er zu Textfilmen, die in Mixed-Media-Shows in Kunsthallen, Kirchen und Kinos gezeigt wurden.
Das Klangmaterial für seine Hörtexte entstammt hauptsächlich Hörfunk und Fernsehen, einem Sound-Pool, der uns auf allen Wellen ständig umgibt. Organisiert nach semantischen und musikalisch-rhythmischen Gesichtspunkten, fügen sich die Medienzitate zu eindrucksvollen auditiven Collagen. Seine frühen Hörstücke verarbeiten die massenmedialen Repräsentationen der ersten bemannten Mondlandung (1969) und der amerikanischen Präsidentschaftswahlen 1973, Fragmente aus Sportreportagen und weiteres Sprach- und Klangmaterial aus dem Rundfunk.
Als ordentliches Mitglied des Deutschen Künstlerbundes nahm er an vielen DKB-Jahresausstellungen teil; zuletzt 1981 im Germanischen Nationalmuseum / Kunsthalle Nürnberg.
Für seine vielfältigen Aktivitäten wurde Kriwet mit internationalen Preisen ausgezeichnet. Mit Voice of America, Apollo America, Campaign, Ball, Radioball und Radio wurden 2007 sechs seiner frühen Hörfunkarbeiten erstmals auf Tonträger veröffentlicht.

## Werke (Auswahl)

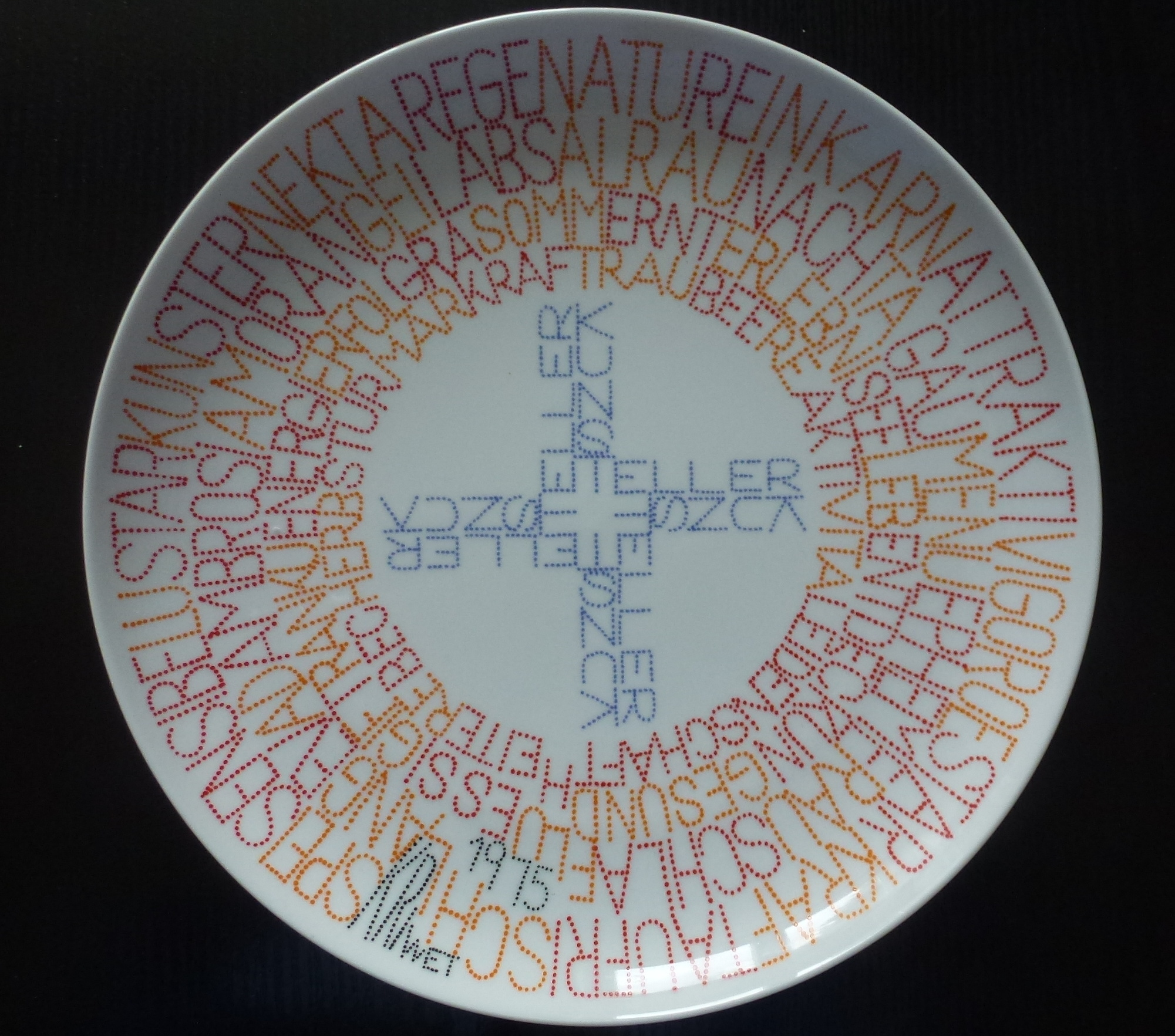
Text-Teller (1975)

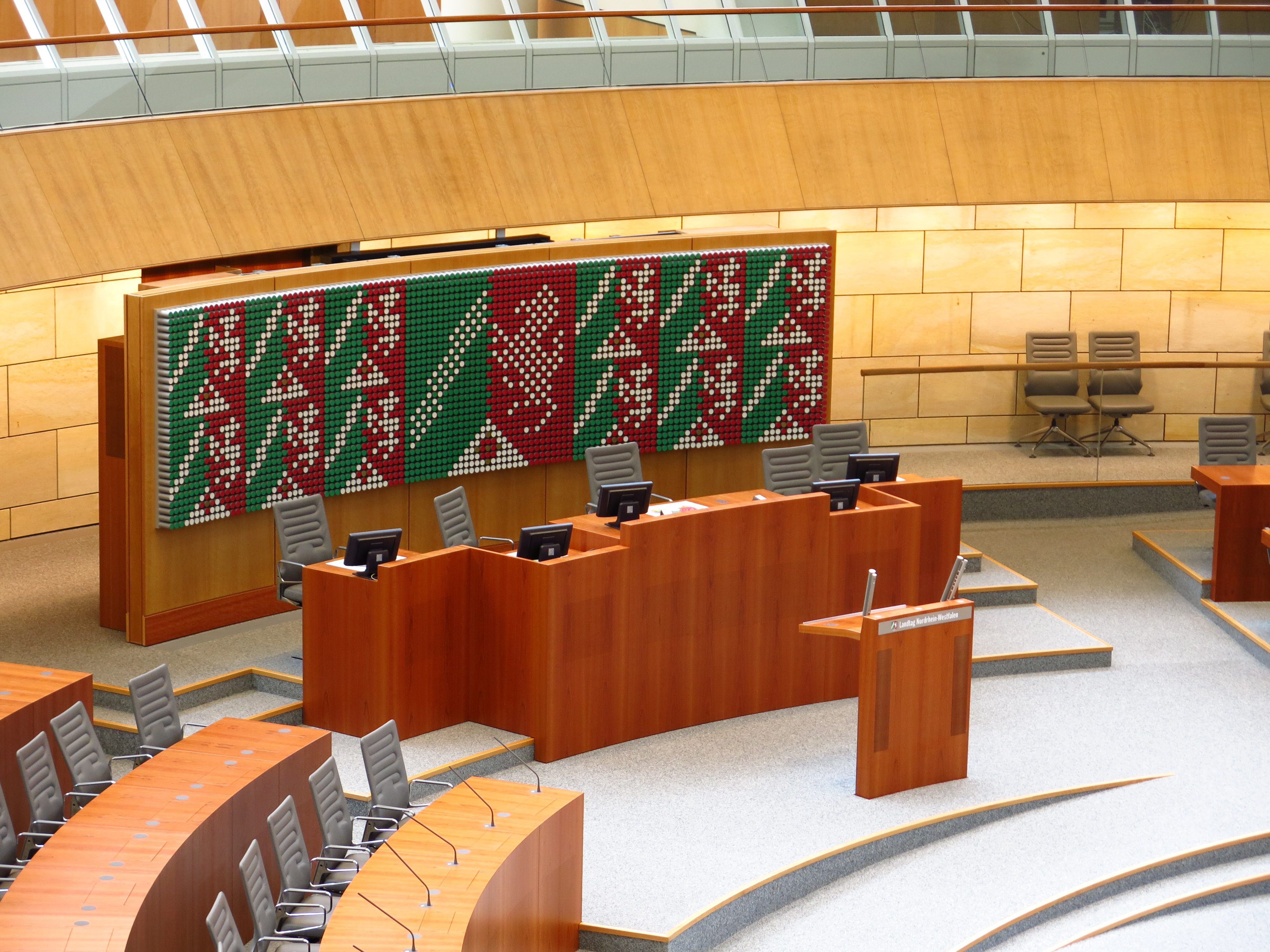
Landeswappen Nordrhein-Westfalen (1988)

- Rotor; Mit einem Nachwort von Konrad Boehmer. DuMont Schauberg, Köln 1961.
- durch die runse auf den redder. Lesetext, Wolfgang Fietkau Verlag, schritte 10, Berlin 1965.
- leserattenfaenge. Sehtextkommentare. DuMont Schauberg, Köln 1965.
- Apollo Amerika (= edition suhrkamp, 410). Suhrkamp, Frankfurt am Main 1969.
- Publit. Nova Broadcast Press, San Francisco, 1971.
- Stars. Lexikon in 3 Bänden. Kiepenheuer & Witsch, Köln 1971.
- Com. Mix. Die Welt der Bild- und Zeichensprache. DuMont Schauberg, Köln 1972.
- Campaign; Wahlkampf in den USA. Droste, Düsseldorf, 1973. Mit einer LP.
- Text-Teller. Dessin für den Rosenthal-Künstlerteller, limitierte Auflage, 1975.
- Landeswappen Nordrhein-Westfalen. Plastik aus runden Metallstiften im Plenarsaal des Landtagsgebäudes Nordrhein-Westfalen, 1988.
- Hörtexte. Box mit 3 LP-Picturedisks. Edition RZ, Berlin 2007.
- Kriwet Bibliographie 1–401. Verlag Stefan Schuelke Fine Books, Köln, 2012.
- SURIUM. Grass Publishers, Brauweiler, 2018.
- RUM WIE NUM. Grass Publishers, Brauweiler, 2019.
- Lesebuch Ferdinand Kriwet. Zusammengestellt von Bettina Brach, Aisthesis Verlag, Köln, 2020.

## Hörspiele
- Offen (Hörtext 1), SWF 1962.
- Jaja (Hörtext 2),  1965.
- Reaktion (Hörtext 3), 1965.
- Oos is oos (Hörtext 4), SWF 1968.
- One Two Two (Hörtext 5), WDR/SFB 1968.
- Apollo Amerika (Hörtext 6), SWF/BR/WDR 1969.
- Voice of America (Hörtext 7), WDR/SWF 1970.
- Modell Fortuna (Hörtext 8), WDR 1972.
- Campaign (Hörtext 9), WDR/SFB/ORTF 1973.
- Ball (Hörtext 10), WDR/NDR 1974.
- Radioball (Hörtext 11), WDR 1975 (Karl-Sczuka-Preis).
- Zahl (Hörtext 12), BR 1976.
- Pause (Hörtext 13), WDR 1977. (Hörspiel des Monats Juni)
- Dschubi Dubi (Hörtext 14), HR/WDR 1977.
- Radioselbst (Hörtext 15), WDR 1979.
- Radio (Hörtext 16), WDR/Radio France/Sveriges Radio 1983. (Premios Ondas)
- ZeitZeichen 31. Dezember 1983, WDR 1983.
- Kriwet: Hörwerk/Frühwerk (Kompilation mit einigen Hörtexten und unveröffentlichten Gedichten), D-Kultur 2011.
- Rotor, Sprecher und Regie: Michael Lentz. BR Hörspiel und Medienkunst 2011. Als Podcast/Download im BR Hörspiel Pool.[3]
- Christian Wittmann / Georg Zeitblom: BeatTheater 2011. Eine Hörcollage in zehn Formteilen nach einem Exposé von Ferdinand Kriwet (1964) sowie unter Verwendung von Originalzitaten, D-Kultur 2011.
- Rotoradio, D-Kultur 2012 (Hörspiel des Monats Juli 2012).
- Jochen Meißner: Rotierende Sphären. Ferdinand Kriwet – eine Umrundung, Radiofeature SWR 2012.
- Radio-Revue (Hörtext 19), DLR/WDR 2013.

## Ausstellungen (Auswahl)
- 1963: Rundscheibe VII
- 1965: Ferdinand Kriwet. Publit 1, Galerie Niepel, Düsseldorf
- 1969: Kölnischer Kunstverein, Köln
- 1973: Clemens-Sels-Museum, Neuss
- 1975: Kunstverein für die Rheinlande und Westfalen, Düsseldorf
- 1977 und 1983: documenta 6 und 8, Kassel
- 1993: Galerie Friebe, Lüdenscheid
- 2004: Ferdinand Kriwet, BQ, Köln
- 2010: KRIWET, Ludlow 38, New York
- 2011: KRIWET – Yester ’n’ Today, Kunsthalle Düsseldorf
- 2013: Kriwet. Palimpsest, BQ, Berlin
- 2013–14: Hannah Weinberger / Ferdinand Kriwet, Fri Art, Freiburg, Schweiz
- 2016: Concerning Concrete Poetry. Badischer Kunstverein
- 2018: Galerie BQ, Berlin
- 2021: Kriwet – Ein Dichter aus Düsseldorf, Heinrich-Heine-Institut, Düsseldorf

## Auszeichnungen
- 1967: Förderpreis des Landes Nordrhein-Westfalen für Bildende Kunst
- 1967: Tokyo Metropolitan Governor’s Award[4]
- 1972: Förderpreis für Literatur der Landeshauptstadt Düsseldorf[5]
- 1975: Karl-Sczuka-Preis für Radioball
- 1977: Hörspiel des Monats Juni für Pause
- 1983: Premios Ondas für Radio
- 2012: Hörspiel des Monats Juli für Rotoradio